# Монтиселло (город, Миннесота)
Монтиселло (англ. Monticello) — город в округе Райт, штат Миннесота, США. На площади 16,1 км² (16,1 км² — суша, водоёмов нет), согласно переписи 2010 года, проживают 12 759 человек. Плотность населения составляет 792,5 чел./км².
Через город проходит межштатная автомагистраль I-94.
- Телефонный код города — 763
- Почтовый индекс — 55362
- FIPS-код города — 27-43774
- GNIS-идентификатор — 0648048[1]